# Picos (Brazylia)
Picos – miasto w Brazylii, w stanie Piauí. Jest trzecim pod względem liczby ludności miastem stanu Piauí, po Teresinie i Parnaíbie. Według danych na rok 2021 liczyło 78 627 mieszkańców.